# Massif de la Hotte
Het Massif de la Hotte is een bergketen in het westen van het Haïtiaanse schiereiland Tiburon. De hoogte varieert van 1270 tot 2347 meter. Het hoogste punt is de Pic Macaya.

## Natuur
2,5 miljoen jaar geleden was het schiereiland Tiburon van de rest van Hispaniola gescheiden door een zeestraat. Hierdoor heeft de natuur zich er relatief geïsoleerd ontwikkeld, waardoor een grote biodiversiteit kon ontstaan. Bijna alle endemische soorten van het eiland Hispaniola zijn te vinden in het Massif de la Hotte. Op de hellingen van dit gebergte bevinden zich nog stukken nevelwoud, waar deze natuur een habitat vindt. De lagere gedeeltes zijn grotendeels ontbost.
De natuur wordt echter erg bedreigd. Volgens Conservation International is het een van de meest urgente gebieden ter wereld voor natuurbehoud. 13 van de meest bedreigde soorten van Hispaniola komen er voor, allemaal amfibieën. Hieronder zijn de kikkers Eleutherodactylus chlorophenax en Eleutherodactylus parapelates. Ook komt in het gebied de trogonsoort Temnotrogon roseigaster voor.
Een groot deel van het gebergte ligt in het Nationaal park Pic Macaya.